# Carburo di litio
Il carburo di litio, anche noto come acetiluro di litio è un composto chimico con formula Li2C2 che, in condizioni normali, si presenta come un solido. È un composto intermedio nelle procedure di datazione radiometrica ed uno dei numerosi composti litio-carbonio che includono quelli ricchi di litio (Li4C, Li6C2, Li8C3, Li6C3, Li4C3, Li4C5) e i composti di intercalazione di grafite (LiC6, LiC12, and LiC18); tuttavia il Li2C2 è il composto più termodinamicamente stabile ed è l'unico che si può ottenere direttamente dai due elementi. Fu prodotto per la prima volta nel 1896 da Henri Moissan che fece reagire carbonio con carbonato di litio. Gli altri composti ricchi di litio sono prodotto a partire dalla reazione del vapore di litio con idrocarburi clorurati (come per esempio il tetracloruro di carbonio.

## Struttura
Il carburo di litio è un sale formato da 2Li+C22−.  Ha una struttura simile al perossido di rubidio e al perossido di cesio. A temperature alte la sua struttura si trasforma, reversibilmente, in una struttura cubica anti-fluorite..

## Sintesi e reazioni
Per preparare una certa quantità di carattere puro in laboratorio, di fonde del litio metallico e si fa reagire con della grafite a temperature piuttosto elevate in assenza di aria.
Un altro modo di sintesi del carburo di litio avviene tramite la reazione di anidride carbonica sopra del litio metallico fuso.
Il carburo di litio è un composto reattivo e si idrolizza molto facilmente per formare acetilene allo stato gassoso e idrossido di litio.

## Utilizzo nella datazione radiometrica
Ci sono numerosi processi utilizzati per la datazione radiometrica: uno di questi consiste nel bruciare il campione con la produzione di anidride carbonica la quale reagisce con il litio; oppure, in un altro metodo, il carbone del campione reagisce direttamente con il litio metallico.
Il risultato è comunque lo stesso: avviene la formazione di carburo di litio che può essere utilizzato per creare specie facili da pesare nella spettrometria di massa, come per esempio acetilene e benzene..